# Lijst van afleveringen van Liv and Maddie
Dit artikel bevat een lijst van afleveringen van de Amerikaanse sitcom Liv and Maddie.

## Overzicht
| Seizoen | Aantal afleveringen | Uitgezonden                          | Uitgezonden                         |  |
| ------- | ------------------- | ------------------------------------ | ----------------------------------- |  |
| 1       | 21                  | 19 juli 2013 – 27 juli 2014          | 7 februari 2014 – 19 september 2014 |  |
| 2       | 24                  | 21 september 2014 – 23 augustus 2015 | 6 maart 2015 – 27 november 2015     |  |
| 3       | 20                  | 13 september 2015 – 19 juni 2016     | 6 mei 2016 – 14 oktober 2016        |  |
| 4       | 15                  | 23 september 2016 – 24 maart 2017    | 20 februari 2017 – 27 maart 2017    |  |

## Seizoen 1
| Nr. | Aflevering | Titel                   | Regisseur    | Schrijver                                           | Uitzenddatum      |  |
| --- | ---------- | ----------------------- | ------------ | --------------------------------------------------- | ----------------- |  |
| 1   | 1          | Twin-A-Rooney           | Andy Fickman | John D. Beck en Ron Hart                            | 19 juli 2013      |  |
| 2   | 2          | Team-A-Rooney           | Andy Fickman | John D. Beck en Ron Hart                            | 15 september 2013 |  |
| 3   | 3          | Sleep-A-Rooney          | Andy Fickman | John Peaslee                                        | 22 september 2013 |  |
| 4   | 4          | Steal-A-Rooney          | Andy Fickman | John D. Beck en Ron Hart                            | 29 september 2013 |  |
| 5   | 5          | Kang-A-Rooney           | Andy Fickman | David Monahan                                       | 6 oktober 2013    |  |
| 6   | 6          | Skate-A-Rooney          | Andy Fickman | John D. Beck en Ron Hart                            | 13 oktober 2013   |  |
| 7   | 7          | Dodge-A-Rooney          | Andy Fickman | Heather MacGillvray en Linda Mathious               | 3 november 2013   |  |
| 8   | 8          | Brain-A-Rooney          | Andy Fickman | Linda Mathious en Heather MacGillvray               | 10 november 2013  |  |
| 9   | 9          | Sweet 16-A-Rooney       | Andy Fickman | Sylvia Green                                        | 24 november 2013  |  |
| 10  | 10         | Fa La La La-A-Rooney    | Andy Fickman | Sylvia Green                                        | 1 december 2013   |  |
| 11  | 11         | Switch-A-Rooney         | Andy Fickman | Danielle Hoover en David Monohan                    | 17 januari 2014   |  |
| 12  | 12         | Dump-A-Rooney           | Andy Fickman | John D. Beck en Ron Hart                            | 26 januari 2014   |  |
| 13  | 13         | Move-A-Rooney           | Andy Fickman | Ernie Bustamante                                    | 9 februari 2014   |  |
| 14  | 14         | Slump-A-Rooney          | Andy Fickman | John Peaslee                                        | 9 maart 2014      |  |
| 15  | 15         | Moms-A-Rooney           | Andy Fickman | Jenny Keene                                         | 16 maart 2014     |  |
| 16  | 16         | Shoe-A-Rooney           | Andy Fickman | William Luke Schreiber                              | 6 april 2014      |  |
| 17  | 17         | Howl-A-Rooney           | Andy Fickman | Danielle Hoover en David Monahan                    | 13 april 2014     |  |
| 18  | 18         | Flashback-A-Rooney      | Andy Fickman | Sylvia Green                                        | 4 mei 2014        |  |
| 19  | 19         | BFF-A-Rooney            | Andy Fickman | Kali Rocha en Johnathan McClain                     | 22 juni 2014      |  |
| 20  | 20         | Song-A-Rooney           | Andy Fickman | Linda Mathious, Heather MacGillvray en Sylvia Green | 29 juni 2014      |  |
| 21  | 21         | Space-Werewolf-A-Rooney | Andy Fickman | John D. Beck en Ron Hart                            | 27 juli 2014      |  |

## Seizoen 2
| Nr. | Aflevering | Titel                   | Regisseur          | Schrijver                             | Uitzenddatum      |  |
| --- | ---------- | ----------------------- | ------------------ | ------------------------------------- | ----------------- |  |
| 22  | 1          | Premiere-A-Rooney       | Shelley Jensen     | John D. Beck en Ron Hart              | 21 september 2014 |  |
| 23  | 2          | Pottery-A-Rooney        | Shelley Jensen     | John Peaslee                          | 28 september 2014 |  |
| 24  | 3          | Helgaween-A-Rooney      | Richard Correll    | John D. Beck en Ron Hart              | 5 oktober 2014    |  |
| 25  | 4          | Kathy Kan-A-Rooney      | Linda Mendoza      | Danielle Hoover en David Monahan      | 12 oktober 2014   |  |
| 26  | 5          | Match-A-Rooney          | Rich Correll       | David Tolentino                       | 2 november 2014   |  |
| 27  | 6          | Hoops-A-Rooney          | Rich Correll       | Sylvia Green                          | 23 november 2014  |  |
| 28  | 7          | New Year's Eve-A-Rooney | Victor Gonzalez    | John Peaslee                          | 7 december 2014   |  |
| 29  | 8          | Bro-Cave-A-Rooney       | Adam Weissman      | John D. Beck en Ron Hart              | 18 januari 2015   |  |
| 30  | 9          | Upcycle-A-Rooney        | Chris Poulos       | Linda Mathious en Heather MacGillvray | 25 januari 2015   |  |
| 31  | 10         | Rate-A-Rooney           | Adam Weissman      | Jennifer Keene                        | 8 februari 2015   |  |
| 32  | 11         | Detention-A-Rooney      | Jody Margolin Hahn | John Peaslee                          | 15 februari 2015  |  |
| 33  | 12         | Muffler-A-Rooney        | Victor Gonzalez    | Sylvia Green                          | 1 maart 2015      |  |
| 34  | 13         | Gift-A-Rooney           | Adam Weissman      | Kriss Turner Tower                    | 8 maart 2015      |  |
| 35  | 14         | Neighbors-A-Rooney      | Johnathan McClain  | Kali Rocha                            | 26 maart 2015     |  |
| 36  | 15         | Repeat-A-Rooney         | Benjamin King      | Marc C. Secada                        | 9 april 2015      |  |
| 37  | 16         | Cook-A-Rooney           | Andy Fickman       | Danielle Hoover en David Monahan      | 12 april 2015     |  |
| 38  | 17         | Prom-A-Rooney           | Shannon Flynn      | Heather MacGillvray en Linda Mathious | 19 april 2015     |  |
| 39  | 18         | Flugelball-A-Rooney     | Adam Weissman      | David Talentino                       | 3 mei 2015        |  |
| 40  | 19         | Band-A-Rooney           | Jody Margolin Hahn | Danielle Hoover en David Monahan      | 14 juni 2015      |  |
| 41  | 20         | Video-A-Rooney          | Andy Fickman       | David Tolentino                       | 21 juni 2015      |  |
| 42  | 21         | Triangel-A-Rooney       | Andy Fickman       | Eric Abrams                           | 12 juli 2015      |  |
| 43  | 22         | Frame-A-Rooney          | Jody Margolin Hahn | William Luke Schreiber                | 26 juli 2015      |  |
| 44  | 23         | SPARF-A-Rooney          | Andy Fickman       | Danielle Hoover en David Monahan      | 16 augustus 2015  |  |
| 45  | 24         | Champ-A-Rooney          | Andy Fickman       | John D. Beck en Ron Hart              | 23 augustus 2015  |  |

## Seizoen 3
| Nr. | Aflevering | Titel                  | Regisseur             | Schrijver                             | Uitzenddatum      |  |
| --- | ---------- | ---------------------- | --------------------- | ------------------------------------- | ----------------- |  |
| 46  | 1          | Continued-A-Rooney     | Andy Fickman          | John Peaslee                          | 13 september 2015 |  |
| 47  | 2          | Voltage-A-Rooney       | Andy Fickman          | John D. Beck en Ron Hart              | 13 september 2015 |  |
| 48  | 3          | Co-Star-A-Rooney       | Adam Weissman         | Linda Mathious en Heather MacGillvray | 20 september 2015 |  |
| 49  | 4          | Haunt-A-Rooney         | Adam Weissman         | Danielle Hoover en David Monahan      | 4 oktober 2015    |  |
| 50  | 5          | Cowbell-A-Rooney       | Adam Weissman         | David Tolentino                       | 18 oktober 2015   |  |
| 51  | 6          | Grandma-A-Rooney       | Kevin C. Sullivan     | Sylvia Green                          | 25 oktober 2015   |  |
| 52  | 7          | Meatball-A-Rooney      | Kevin C. Sullivan     | John Peaslee                          | 8 november 2015   |  |
| 53  | 8          | Ask Her More-A-Rooney  | Jody Margolin Hahn    | Sylvia Green                          | 22 november 2015  |  |
| 54  | 9          | Joy To-A-Rooney        | Jody Margolin Hahn    | William Luke Schreiber                | 6 december 2015   |  |
| 55  | 10         | Ridgewood-A-Rooney     | Jody Margolin Hahn    | Sylvia Green                          | 17 januari 2016   |  |
| 56  | 11         | Coach-A-Rooney         | Leonard R. Garner Jr. | Jennifer Keene                        | 24 januari 2016   |  |
| 57  | 12         | Secret-Admier-A-Rooney | Chris Poulos          | Linda Mathious en Heather MacGillvray | 21 februari 2016  |  |
| 58  | 13         | Vive-La-Rooney         | Dave Cove             | Kali Rocha en Johnathan McClain       | 13 maart 2016     |  |
| 59  | 14         | Dream-A-Rooney         | Adam Weissman         | David Tolentino                       | 20 maart 2016     |  |
| 60  | 15         | Home Run-A-Rooney      | Leonard R. Garner Jr. | Freddie Gutierrez                     | 10 april 2016     |  |
| 61  | 16         | Scoop-A-Rooney         | Wendy Faraone         | Danielle Hoover en David Monahan      | 24 april 2016     |  |
| 62  | 17         | Choose-A-Rooney        | Leonard R. Garner Jr. | Betsy Sullenger                       | 8 mei 2016        |  |
| 63  | 18         | Friend-A-Rooney        | Leonard R. Garner Jr. | Linda Mathious en Heather MacGillvray | 22 mei 2016       |  |
| 64  | 19         | SkyVolt-A-Rooney       | Adam Weissman         | Sylvia Green en David Tolentino       | 5 juni 2016       |  |
| 65  | 20         | Californi-A-Rooney     | Adam Weissman         | John D. Beck en Ron Hart              | 19 juni 2016      |  |

## Seizoen 4
| Nr. | Aflevering | Titel                      | Regisseur             | Schrijver                              | Uitzenddatum      |  |
| --- | ---------- | -------------------------- | --------------------- | -------------------------------------- | ----------------- |  |
| 66  | 1          | Sorta-Sisters-A-Rooney     | Andy Fickman          | John D. Beck en Ron Hart               | 23 september 2016 |  |
| 67  | 2          | Linda and Heather-A-Rooney | Adam Weissman         | Linda Matthious en Heather MacGillvray | 30 september 2016 |  |
| 68  | 3          | Scare-A-Rooney             | Wendy Faraone         | David Toley                            | 14 oktober 2016   |  |
| 69  | 4          | Sing It Louder!!-A-Rooney  | Adam Weissman         | John Peaslee                           | 18 november 2016  |  |
| 70  | 5          | Slumber Party-A-Rooney     | Kevin C. Sullivan     | Danielle Hoover en David Monahan       | 25 november 2016  |  |
| 71  | 6          | Cali Christmas-A-Rooney    | Andy Fickman          | Sylvia Green                           | 2 december 2016   |  |
| 72  | 7          | Stand-Up-A-Rooney          | Chris Poulos          | Betsy Sullenger                        | 6 januari 2017    |  |
| 73  | 8          | Roll Model-A-Rooney        | Leonard R. Garner Jr. | Jenny Keene                            | 13 januari 2017   |  |
| 74  | 9          | Falcon-A-Rooney            | Leonard R. Garner Jr. | William Luke Schreiber                 | 20 januari 2017   |  |
| 75  | 10         | Ex-A-Rooney                | Dave Cove             | Linda Mathious en Heather MacGillvray  | 27 januari 2017   |  |
| 76  | 11         | Tiny House-A-Rooney        | John D. Beck          | Kali Rocha en Jonathan McClain         | 17 februari 2017  |  |
| 77  | 12         | Big Break-A-Rooney         | Wendy Farone          | Sonja Warfield                         | 24 februari 2017  |  |
| 78  | 13         | Sing It Live!!!-A-Rooney   | Paul Hoen             | John Peaslee                           | 3 maart 2017      |  |
| 79  | 14         | Voice-A-Rooney             | Andy Fickman          | Ron Hart                               | 17 maart 2017     |  |
| 80  | 15         | End-A-Rooney               | Andy Fickman          | Danielle Hoover en David Monahan       | 24 maart 2017     |  |